# Charlotte Laubard
Charlotte Laubard (* 1974 im Département Hauts-de-Seine, Frankreich)  ist eine französisch-schweizerische Kunsthistorikerin. Sie ist Professorin an der Hochschule für Kunst und Design (Head) in Genf und kuratierte 2019 den Schweizer Pavillon der Biennale von Venedig.

## Leben und Werk
Charlotte Laubard studierte Kunstgeschichte an der Universität Paris-Nanterre 1992 bis 1997 mit dem Abschluss Master. 1998 war sie Lehrbeauftragte für Zeitgenössische Kunst  an der Université Paris X Nanterre und 1999 an der Universität Paris 1 Sorbonne. Ihre Karriere begann sie in verschiedenen Institutionen für zeitgenössische Kunst, wie dem MoMA PS1 Contemporary Art Center in New York von 1999 bis 2000 und dem Castello di Rivoli museo d’arte contemporanea in Turin von 2002 bis 2005. Anschließend begleitete sie als Beraterin bis September 2006 die Eröffnung des Museums für Gegenwartskunst (PinchukArtCentre) der Pinchuk-Stiftung in Kiew.
Laubard leitete von 2006 bis 2013 das Museum für zeitgenössische Kunst (CAPC) in Bordeaux, wo sie für rund 50 Ausstellungen verantwortlich war. So organisierte sie 2013 «Sigma, festival d’avant-garde 1965–96», 2012 die Retrospektive «Michel Majerus» (2012) und 2010 die Ausstellung «Jim Shaw, Left Behind».
Charlotte Laubard ist Professorin und seit 2017 Leiterin des Departements für Visuelle Künste an der Genfer Hochschule für Kunst und Design (HEAD). Schwerpunkte ihrer Arbeit sind der Nutzwert der Kunst, der Einfluss des Digitalen in einer Gesellschaft im kulturellen Wandel und autodidaktische Lernpraktiken.
Als Kuratorin für den Schweizer Pavillon auf der 58. Biennale von Venedig 2019 wählte sie das Künstlerinnenduo Pauline Boudry / Renate Lorenz aus.

## Schriften (Auswahl)
- (Text und Hrsg.): Jim Shaw,  CAPC-Musée d’art contemporain de Bordeaux, 2012
- (Text und Hrsg. mit Ulrike Groos): Michel Majerus, Kunstmuseum Stuttgart; CAPC, Musée d’Art Contemporain de Bordeaux. (Katalog anlässlich der Ausstellungen)
- (Hrsg.): Heimo Zobernig: Cover Afrika privat club, Les Presses du Réel, Dijon, 2009
- (Text und Hrsg.): Masterpieces – un choix d’oeuvres de la collection du CAPC musée d’art contemporain de Bordeaux, CAPC musée d’art contemporain de Bordeaux, 2007